# Mastigophorus augustus
Mastigophorus augustus är en fjärilsart som beskrevs av William Schaus 1916. Mastigophorus augustus ingår i släktet Mastigophorus och familjen nattflyn. Inga underarter finns listade i Catalogue of Life.